# Benquerenças
A Freguesia de Benquerenças é uma freguesia portuguesa do Município de Castelo Branco com 61,03 km² deárea e 637 habitantes (censo de 2021), tendo, por isso, uma densidade populacional de 10,4 hab./km².
É uma das poucas freguesias portuguesas territorialmente descontínuas, tendo a adicional raridade de essa descontinuidade se dever à existência, na sua parte norte, de um enclave (200 vezes mais pequeno que o seu território): o lugar de Taberna Seca, exclave da vizinha freguesia de Castelo Branco.
A sede da freguesia está dividida por duas localidades, Benquerenças de Cima e Benquerenças de Baixo. Da freguesia fazem ainda parte as aldeias de Maxiais e Azinheira, esta última já totalmente desabitada.

## Demografia
A população registada nos censos foi:
| Distribuição da População por Grupos Etários | Distribuição da População por Grupos Etários | Distribuição da População por Grupos Etários | Distribuição da População por Grupos Etários | Distribuição da População por Grupos Etários |
| -------------------------------------------- | -------------------------------------------- | -------------------------------------------- | -------------------------------------------- | -------------------------------------------- |
| Ano                                          | 0-14 Anos                                    | 15-24 Anos                                   | 25-64 Anos                                   | > 65 Anos                                    |
| 2001                                         | 47                                           | 67                                           | 349                                          | 262                                          |
| 2011                                         | 66                                           | 39                                           | 335                                          | 280                                          |
| 2021                                         | 51                                           | 61                                           | 276                                          | 249                                          |

Nota: Por decreto de 12/07/1997 foi desanexado desta freguesia o lugar de Taberna Seca, para ser incorporado na freguesia de Castelo Branco, do concelho de Castelo Branco.

## História
Freguesia de alguma expressão territorial - abrange cerca de 6155,7 hectares de superfície - A Freguesia de Benquerenças situa-se na zona meridional do seu município, confrontando já, pelo flanco sudoeste e em pequena extensăo, com o vizinho Municipio de Vila Velha de Ródăo. Em seu redor distribuem-se as congéneres Sarzedas (a poente), Salgueiro do Campo (a norte), Castelo Branco (a nascente), Retaxo e Cebolais de Cima (ambas a sul), as quais lhe fixam os restantes contornos e limites. Cerca de uma dúzia de quilómetros separam o lugar sede desta freguesia da respectiva capital municipal e distrital albicastrense.
Fértil em achados arqueológicos avulsos, esta freguesia demonstra arcaicos vestígios de povoamento local, a remontar à Pré-História Recente e expressos por exemplo na Anta da Silveirinha, monumento megalítico atribuído ao Neolítico Final (escavado por Tavares Proença Júnior em 1910).
Com indicaçăo de proveniência em Benquerenças e do lugar de Maxiais, há notícia de achados arqueológicos relativos a ocupaçőes do âmbito da romanizaçăo. Atribuída à mesma época, mas possivelmente já do período baixo-medieval, será a antiga ponte do Pego Negro.

## Património
- Igreja de Nossa Senhora das Preces (matriz)
- Capelas de Maxiais e de Taberna Seca
- Via-sacra
- Ponte de Taberna Seca
- Forno comunitário
- Moinhos de água e de vento
- Fontes do Fundo do Monte e da Cerejeira
- Trecho da ribeira de Ocresa

## Tradições
- Artesanato: Tecelagem (mantas, tapetes, colchas), Tropeços (cortiça)
- Gastronomia: Maranhos, Ensopado de cabrito e Miga de peixe, Tijelada, Papas de milho, Bolo de mel, Cavacas
- Festividades: Realiza-se no último Domingo de Agosto a festa da padroeira Nossa Senhora das Preces